# Jubelina magnifica
Jubelina magnifica är en tvåhjärtbladig växtart som beskrevs av W.R. Anderson. Jubelina magnifica ingår i släktet Jubelina och familjen Malpighiaceae. Inga underarter finns listade i Catalogue of Life.